# Mirtha N. Quintanales
Mirtha Natacha Quintanales (Cuba, 28 de noviembre de 1948-noviembre de 2022), más conocida como Mirtha Quintanales fue una lesbiana feminista cubana, escritora y profesora en la Universidad de la Ciudad de Nueva Jersey.  

## Primeros años de vida
Nació en Cuba en 1948, Mirtha Natacha Quintanales emigró a los Estados Unidos el 2 de abril de 1962, a los 13 años de edad.

## Estudios y trayectoria profesional
Quintanales tiene un grado de letras por la Universidad de Illinois, y un máster y doctorado en antropología por la Universidad de Ohio.
En septiembre de 1988 la Universidad de Nueva Jersey la contrató de profesora con el objetivo de revivir su grado de Estudios Latinos y Caribeños. Actualizó el currículo del grado y propuso e impartió cursos que a día de hoy, se siguen llevando a cabo.
A menudo acudía al congreso anual de la Asociación de Estudios Latinoamericanos a presentar su trabajo. A lo largo de su carrera, ha escrito piezas tanto creativas como académicas.
Entre sus otras destacan su breve relato "I come with no Illusions" fue publicado en la antología feminista This Bridge Called My Back, y su trabajo de edición de Telling to Live.